# NGC 1271
NGC 1271 è una piccola galassia lenticolare situata nella costellazione di Perseo, a una distanza di circa 280 milioni di anni luce dalla nostra Via Lattea.

## Scoperta
La galassia è stata scoperta il 14 novembre 1884 dall'astronomo francese Guillaume Bigourdan.

## Descrizione
Dato il valore della sua luminosità superficiale pari a 11,5, NGC 1271 può essere inclusa tra le galassie che presentano una elevata luminosità superficiale.
NGC 1271 fa parte dell'Ammasso di Perseo.